# Seznam mukačevských řeckokatolických eparchů
Seznam eparchů (biskupů) řeckokatolické rusínské mukačevské eparchie

## Biskupové a apoštolští administrátoři

### PoUžhorodské uniiv roce1646
Biskupové byli považování za apoštolské vikáře, závislé na latinském biskupovi v Jágeru
- Bazil Tarasovič, 1634–1648
- Peter Partenius Petrovič, 1649–1665
- Josyf Vološinovskyj, 1670–1673
- Porfyrij Kulčynskyj, 1681–1686
- Jan Josef De Camellis, 1690–1706
- Josyf Hodermarskyj, 1706–1716
- Hennadij Jurij Bizancij, 1716–1733
- Simeon Stefan Olšavskyj, 1733–1737
- Havrijl Blažovskij, 1738–1742
- Manuil Olšavskij, 1743–1767
- Ivan Bradač, 1767–1771

### Po vytvoření mukačevské eparchie (1771)
- Ivan Bradač, 1771–1772
- Ondřej Bačinský, 1773–1809
- Ioann Kutka, apoštolský administrátor, 1809–1812
- Michal Bradač, apoštolský administrátor, 1812–1815
- Aleksij Povčij, 1816–1831
- Ivan Čurhovič, apoštolský administrátor, 1831–1838
- Vasil Popovič, 1838–1864
- Antal Čopej, apoštolský administrátor, 1864–1866
- Štefan Pankovič, 1866–1874
- Ivan Pastelij, 1876–1891
- Julij Fircak, 1891–1912
- Antal Papp, 1912–1924
- Petro Gebej, 1924–1931
- Alexander Stojka, 1932–1943
- Miklós Dudás, apoštolský administrátor, 1943–1946
- bl. Teodor Romža, 1944–1947

### V období komunistické totality (1947–1991)
V roce 1949 komunistická Ukrajinská sovětská socialistická republika zrušila řeckokatolickou církev a její majetek předala církvi pravoslavné. V eparchii působili tajní biskupové:
- Alexander Chira, 1945–1983
- Petro Oros, 1944–1953
- Konstantyn Sabov, 1977–1982
- Ivan Semedi, 1978–1991
- Josyp Holovač, 1983–1991
- Ivan Margityč, 1987–1991

16. ledna 1991 Svatý stolec potvrdil platnost všech tajných svěcení.

### Po pádu komunismu
- Ivan Semedi, 1991–2002
- Milan Šášik, apoštolský administrátor, 2002–2010
- Milan Šášik, 2010–2020
- Nil Luščak, apoštolský administrátor, 2020–2024
- Teodor Macapula, od 2024

## Pomocní biskupové
- Michal Bradač, 1808–1812
- Josyp Holovač, 1991–2000
- Ivan Margityč, 1991–2002
- Djura Džudžar, 2001–2003
- Nil Luščak, od 2012